# Groot-Hamburgwet

Kaart van het nieuwe Hamburg

De Groot-Hamburgwet (Duits: Groß-Hamburg-Gesetz), officieel: Gesetz über Groß-Hamburg und andere Gebietsbereinigungen was een wet van het Kabinet-Hitler van 26 januari 1937, die in werking trad op 1 april 1937 en waarbij het voormalige grondgebied van de stad Hamburg werd uitgebreid met de economisch belangrijke aangrenzende gebieden: De steden Altona en Wandsbek die in de provincie Sleeswijk-Holstein lagen en de stad Harburg-Wilhelmsburg uit de provincie Hannover. De stad Bergedorf, dat wel een zelfstandige stad was, die sinds 1868 wel tot de Vrije Hanzestad Hamburg behoorde, maar er niet aan grensde werd nu ook een stadsdeel van Hamburg. Hierdoor werd wat voorheen het "Vierstedengebied" (Vier-Städte-Gebiet) heette, samengevoegd tot één bestuurlijke eenheid. Als tegenprestatie moest Hamburg wel ook enkele gebieden, allemaal exclaven, afstaan. Het landgoed Ritzebüttel met zijn eilanden Scharhörn en Neuwerk, evenals de gebieden rond Cuxhaven werden aan Pruisen afgestaan. In de jaren zestig zou Hamburg de eilanden Scharhörn en Neuwerk wel terugkrijgen. De oppervlakte van Hamburg groeide van 415 tot 745 km² en de bevolking van 1,19 tot 1,68 miljoen.
De wet regelde ook een aantal andere territoriale veranderingen, voornamelijk in Noord-Duitsland. Lübeck verloor zijn 711 jaar oude territoriale onafhankelijkheid en werd onderdeel van de provincie Sleeswijk-Holstein. Dit was een pesterij omdat de Lübeckse raad Hitler in 1932 niet toestond om een verkiezingstoespraak te houden. In het grensgebied  tussen Mecklenburg en Pruisen werden enkele exclaves uitgewisseld. De Vrijstaat Oldenburg stond haar deel van Lübeck af aan Sleeswijk-Holstein en de Pruisische stad Wilhelmshaven werd afgestaan aan Oldenburg. Het Oldenburgse Birkenfeld dat honderden kilometers van Oldenburg af lag werd afgestaan aan de Rijnprovincie. 

## Voorgeschiedenis
In het begin van de 20ste eeuw ontwikkelde zich een sterke concurrentie tussen de hanzestad Hamburg en de Pruisische steden Altona, Wandsbek en Harburg. Hamburg wilde uitbreiden en ook de burgemeesters van Altona en Wandsbek spraken hun wens uit voor een samenvoeging met Hamburg. Nadat de onderhandelingen mislukten versterkte Pruisen de steden Altona en Wandsbek door deze met kleinere omliggende gemeenten te laten fuseren op 1 juli 1927. Harburg en Wilhelmsburg fuseerden tot de nieuwe grootstad Harburg-Wilhelmsburg en enkele kleinere gemeenten werden samengevoegd tot nieuwe grotere gemeenten Lokstedt, Rahlstedt en Billstedt. 
In 1928 sloten Hamburg en Pruisen een verdrag over het gebruik van de havens. Nadat de NSDAP in 1933 aan de macht was gekomen, kwam het thema terug op de agenda en op 1 april 1937 werden de omliggende gemeenten deel van de vrije hanzestad. Ze bleven nog een jaar lang afzonderlijk bestaan tot op 1 april 1938 Hamburg een unitaire gemeente werd en alle nieuwe gebieden hun volledige zelfstandigheid verloren. Hoewel Cuxhaven nu van Pruisen was bleef Hamburg rechten behouden op havenfaciliteiten in die stad. 